# Trigueirão

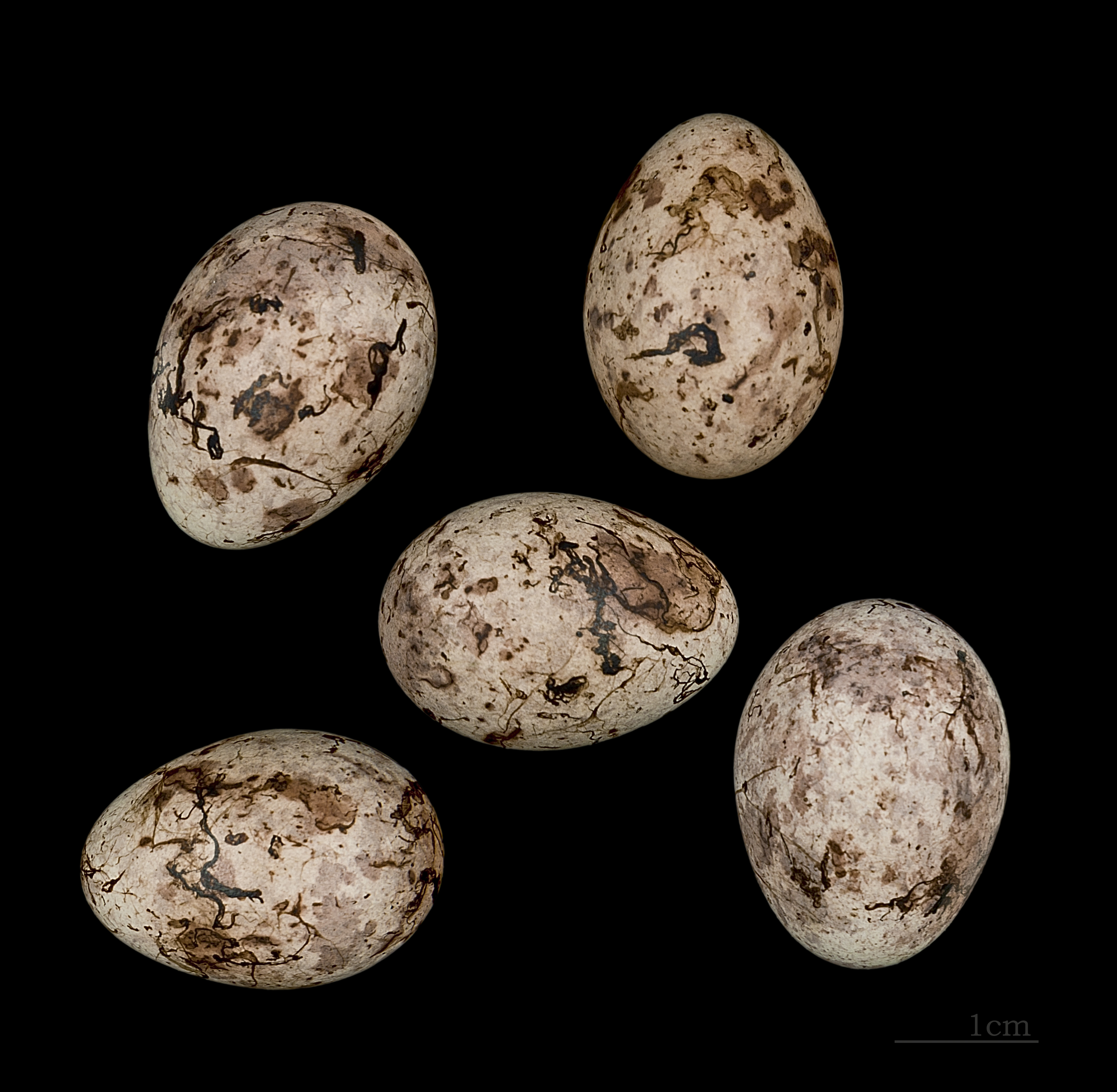
Emberiza calandra- MHNT

Trigueirão (Emberiza calandra) é uma pequena ave passeriforme da família Emberizidae.
Distribui-se pela Europa (a sul do paralelo 55º), pelo Norte de África e pela Ásia. Em Portugal é uma ave comum que pode ser observada durante todo o ano.
O trigueirão uma ave de zonas abertas, que surge associada principalmente a habitats agrícolas. Na Primavera os machos fazem ouvir o seu canto, geralmente emitido a partir de um ponto alto. O ninho é construído no solo, por entre as ervas.

## Subespécies
São actualmente reconhecidas 3 subespécies de trigueirão:
- E. c. calandra - Canárias, Norte de África e Europa até ao Cáucaso e à Ásia Menor
- E. c. clanceyi - Irlanda ocidental e Escócia ocidental
- E. c. buturlini - Ásia, desde a Turquia e o Iraque até ao Afeganistão e ao oeste da China.